# La prigioniera della jungla
La prigioniera della jungla (The Jungle Princess) è un film muto del 1920 diretto da E.A. Martin: il serial La città perduta, ottenne un grande successo di pubblico e venne ridotto e rimontato in questa versione di 52 minuti che uscì nelle sale nel 1920.
La sceneggiatura si basa su The Lost City, racconto breve di Frederic Chapin di cui non si conosce la data di pubblicazione.
Racconta delle avventure di una ragazza rapita e quelle di un giovane milionario americano e del suo amico pugile che scopriranno nelle profondità dell'Africa una perduta razza bianca.

## Trama
Il milionario americano Stanley Morton, in compagnia dell'amico Michael Donovan, ex-pugile, atterra con il proprio biplano in un villaggio dell'Africa nera retto da Gagga, pregiudicato e mercante di schiavi. Stanley nota una giovane schiava, e vuole riscattarla comprandola: nei preparativi per tale transazione alla ragazza viene fatto un bagno, e si scopre che la sua pelle non è nera, ma uguale a quella dell'uomo bianco. La giovane si rivela essere Zoolah, figlia del sovrano del principato africano di Wanda, e parla correntemente spagnolo. Gagga, a questo punto, si oppone alla compravendita e vorrebbe far sua la ragazza, per aumentare il proprio prestigio e autorità nella società. Zoolah si rifiuta, e viene quindi gettata nella fossa dei leoni. Stanley e Michael la traggono in salvo in extremis, issandola sull'aeroplano in volo.
Ma il biplano rimane a corto di carburante, e deve atterrare. Inizia allora l'inseguimento da parte di Gagga, che si appoggia ai colleghi schiavisti per rintracciare i fuggitivi, e che vede diverse calamità, dalle bestie feroci alla peste, interferire coi propri piani.
Dopo diverse peripezie Stanley, Michael e Zoolah approdano in Wanda, popolato da persone in abbigliamento ed atteggiamenti occidentali, dove la ragazza riprende le proprie prerogative principesche, e dove Gagga, catturato, viene messo a morte. Stanley e la principessa Zoolah si uniscono in matrimonio.

## Produzione
Il serial da cui è tratto il film venne girato, secondo la pubblicità dell'epoca, in Africa. Molto più probabilmente le riprese furono effettuate invece negli studi della Selig di Los Angeles, usando gli animali dello zoo di William Nicholas Selig.

## Distribuzione
Il film venne presentato a Chicago il 21 novembre 1920. Ne venne fatta un ridistribuzione il 6 giugno 1923.
Il film è distribuito in una versione di 52 minuti dalla Ebony Showcase.

### Conservazione
Copia della pellicola si trova conservata in una collezione privata.